# Épisodes de The Get Down
Cet article présente le guide des épisodes de la série télévisée américaine The Get Down.

## Généralités
- Les six premiers épisodes sur les douze de la saison, sont disponibles depuis le 12 août 2016 sur Netflix.
- La deuxième partie de la saison composée de cinq épisodes, est disponible depuis le 7 avril 2017[1].

## Distribution

### Acteurs principaux
- Justice Smith (VF : Hervé Grull) : Ezekiel « Zeke » Figuero
- Shameik Moore (VF : Franck Lorrain) : Shaolin Fantastic
- Herizen Guardiola (VF : Karine Foviau) : Mylene Cruz
- Skylan Brooks (en) (VF : Benjamin Bollen) : Ra-Ra Kipling
- Tremaine Brown Jr (VF : Gabriel Bismuth-Bienaimé) : Boo-Boo Kipling
- Yahya Abdul-Mateen II (VF : Lucien Jean-Baptiste) : Cadillac
- Jimmy Smits (VF : Emmanuel Jacomy) : Francisco « Papa Fuerte » Cruz

### Acteurs récurrents
- Jaden Smith (VF : Simon Koukissa) : Marcus « Dizzee » Kipling
- Giancarlo Esposito (VF : Thierry Desroses) : Pasteur Ramon Cruz, père de Mylene
- Mamoudou Athie (VF : Emmanuel Garijo) : Grandmaster Flash
- Yolonda Ross (en) : Ms. Green
- Kevin Corrigan : Jackie Moreno
- Zabryna Guevara (VF : Brigitte Virtudes) : Lydia Cruz, femme du pasteur Cruz et mère de Mylene
- Daveed Diggs: Ezeki el (adulte)
- Lillias White (VF : Armelle Gallaud) : Annie
- Barrington Walters Jr. : Doo-wo
- Stefanée Martin (VF : Audrey Sablé) : Yolanda Kipling
- Shyrley Rodriguez : Regina
- Torry Devon Smith : Little Wolf
- Qaasim Middleton (en) : Membre du The Notorians Three
- Eric D. Hill Jr. : DJ Kool Herc
- Nas : Ezekiel adulte (voix off)

## Épisodes

### Épisode 1:Le Trésor se trouve dans la ruine
- : 12 août 2016 sur Netflix[2]

### Épisode 2:Choisis ceux qui attisent le feu de ta passion
- : 12 août 2016 sur Netflix

### Épisode 3:L'Obscurité est ta lumière
- : 12 août 2016 sur Netflix

### Épisode 4:Préfère la célébrité à la sécurité
- : 12 août 2016 sur Netflix

### Épisode 5:Tu as des ailes, apprends à voler
- : 12 août 2016 sur Netflix

### Épisode 6:Élève tes mots, pas ta voix
- : 12 août 2016 sur Netflix

### Épisode 7:Dévoile ton propre mythe
- : 7 avril 2017 sur Netflix

### Épisode 8:Quand le beat nous dit que c'est ainsi
- : 7 avril 2017 sur Netflix

### Épisode 9:Un à un, dans l'obscurité
- : 7 avril 2017 sur Netflix

### Épisode 10:Mise tout
- : 7 avril 2017 sur Netflix

### Épisode 11:Seulement de l'exil peut-on rentrer chez nous
- : 7 avril 2017 sur Netflix